# 빌라산조반니인투시아
빌라산조반니인투시아(이탈리아어: Villa San Giovanni in Tuscia)는 이탈리아 라치오주 비테르보도에 위치한 코무네다. 로마로부터 북서쪽 60km, 비테르보로부터 남서쪽 15km 거리에 있다.